# Renton Football Club
El Renton Football Club fou un club de futbol escocès de la ciutat de Renton, West Dunbartonshire.
Va ser fundat l'any 1872. Fou dos cops campió de la copa escocesa els anys 1885 i 1888, i tres cops finalista. Va ser membre fundador de la Scottish Football League el 1890. L'any 1888 derrotà el campió de la FA Cup, el West Bromwich Albion, convertint-se en el millor equip del món d'aquell any. Durant aquests anys 13 jugadors del club van ser internacionals amb la selecció. L'arribada del professionalisme fou perjudicial per al club que començà a declinar. El 1897 abandonà la lliga escocesa, passant a jugar en categories menors, fins a la seva desaparició el 1922.
El principal estadi del club fou Tontine Park on jugà des de 1878 fins a la seva dissolució.

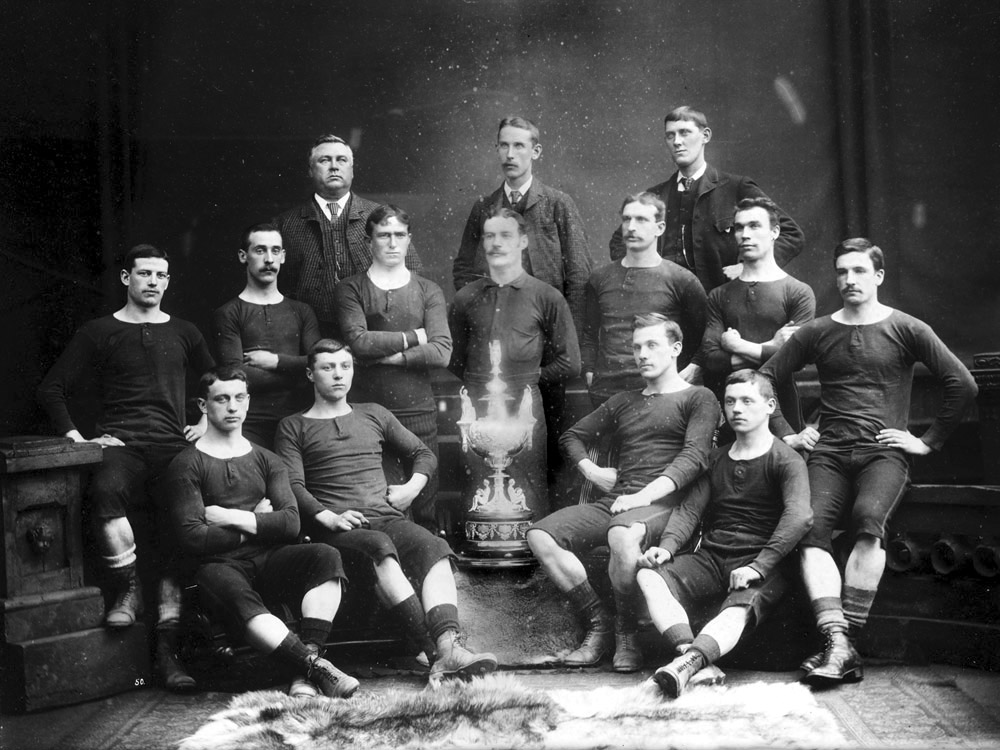
Renton la temporada 1888–89.

## Colors
La primera samarreta del club fou a franges escarlata i blanca amb el pantaló blau. El 1882 canvià a blau fosc amb detalls vermells, i el 1887 tot blau fosc.
| 1874-1875 | 1876-1881 | 1882-1885 | 1886-1887 | 1887-1922 |

## Palmarès
- Copa escocesa de futbol:[1]
  - 1884–85, 1887–88